# Mariafeli Domínguez
Mariafeli Domínguez (Ciudad de Panamá, 9 de junio de 1960) es una poeta y educadora panameña.
Se graduó de licenciada en idioma español en la Universidad de Panamá. Ha sido profesora de español en el Centro Regional Universitario de Coclé, miembro del Consejo Editorial de la revista Temas de nuestra América y de la revista de literatura Littera, miembro del círculo literario Andrés Bello y miembro del taller de literatura del poeta y profesor Pedro Correa Vásquez.
Como escritora ha publicado los libros de poesía Poemas (1986) y Los susurros de la casa (1995), la obra Los presagios necesarios (1993) y el ensayo De la literatura y otras complejidades (1995). También ha hecho publicaciones en las revistas Maga, Temas de nuestra América y Umbral.
En 1981 obtuvo el primer premio en cuento del Concurso Pablo Neruda de la Universidad de Panamá. En 1992, obtuvo el primer premio en poesía del Concurso Gustavo Batista con Los presagios necesarios.